# Dyscia inspersaria
Dyscia inspersaria là một loài bướm đêm trong họ Geometridae.